# 橈骨動脈
橈骨動脈（とうこつどうみゃく）は、ヒトの肘窩から手にかけて走行する動脈の解剖学的名称である。

## 接続
上腕動脈から橈骨に沿って走行し、手掌で尺骨動脈と接続する。

## 支配領域
前腕から手にかけてを栄養する。側副血行路として尺骨動脈がある。

## 臨床的意義
上肢の末梢にある動脈であるため、様々な処置に於いて「アクセスしやすい」「止血しやすい」など、患者・治療者双方に於いて管理が容易である事から、以下の場合に本血管が使用される。
- 脈拍の触知。手で橈骨動脈の触知が可能である場合、血圧は概ね80mmHg以上である事が経験的に知られている。東洋医学に於いては橈骨動脈を指3本で軽く抑える事で強弱・浮沈・速さを診る。
- 観血的血圧測定のためのカテーテル留置や血液ガス分析の際の採血
- 人工透析のためのシャントを造設

ただし、橈骨動脈は細いため、こうした処置をするに先立って「アレンのテスト」をし、側副血行路が機能している事を確認する事が望ましい。
1. 処置を行う手を堅く握ってもらい、術者が両手で患者の手の血液を中枢側へ絞る。
2. 手の血色が無くなったら、橈骨または尺骨動脈を術者が閉塞させた状態でゆっくりと手を開く。

いずれに於いても迅速に手の血色が戻るのが正常である。